# Ken Daurio
Ken Daurio est un scénariste, producteur et réalisateur américain. Il travaille actuellement pour Illumination Entertainment et en général en collaboration avec Cinco Paul.

## Filmographie

### Scénariste
- 2001 : Bubble Boy
- 2001 : 42K
- 2002 : Hyper Noël
- 2003 : Special
- 2006 : Wo ist Fred?
- 2008 : Papa, la Fac et moi
- 2008 : Horton
- 2010 : Moi, moche et méchant
- 2010 : Orientation Day
- 2011 : Hop
- 2012 : Le Lorax
- 2012 : Wagon Ho!
- 2012 : Serenade
- 2012 : Forces of Nature
- 2013 : Moi, moche et méchant 2
- 2015 : Minions: Mini-Movie - Competition
- 2016 : Comme des bêtes
- 2016 : Weenie
- 2017 : Moi, moche et méchant 3
- 2022 : Les Minions 2 : Il était une fois Gru

### Réalisateur
- 1995 : clip de M+M's de Blink-182
- 1997 : clip de Dammit de Blink-182
- 1998 : clip de Josie de Blink-182
- 2001 : 42K
- 2003 : Special
- 2016 : Weenie

### Acteur
- 2001 : Bubble Boy : Todd
- 2001 : 42K : Ninja Caddy
- 2003 : Special : le premier chanteur
- 2010 : Moi, moche et méchant : le garde égyptien
- 2017 : Moi, moche et méchant 3 : une célébrité

### Producteur
- 1996 : Pennywise: Home Movies
- 2012 : Le Lorax
- 2012 : Wagon Ho!
- 2012 : Serenade
- 2012 : Forces of Nature
- 2020 : Les Minions 2
- 2021 : Moi, moche et méchant 4